# Solaris (styresystem)
 For alternative betydninger, se Solaris. (Se også artikler, som begynder med Solaris)
Solaris er et styresystem til computere i UNIX-familien udviklet af Sun Microsystems. I 2005 blev Solaris frigivet som open source software (OpenSolaris). I januar 2010 blev Sun opkøbt af Oracle.